# Paolo Marzolo

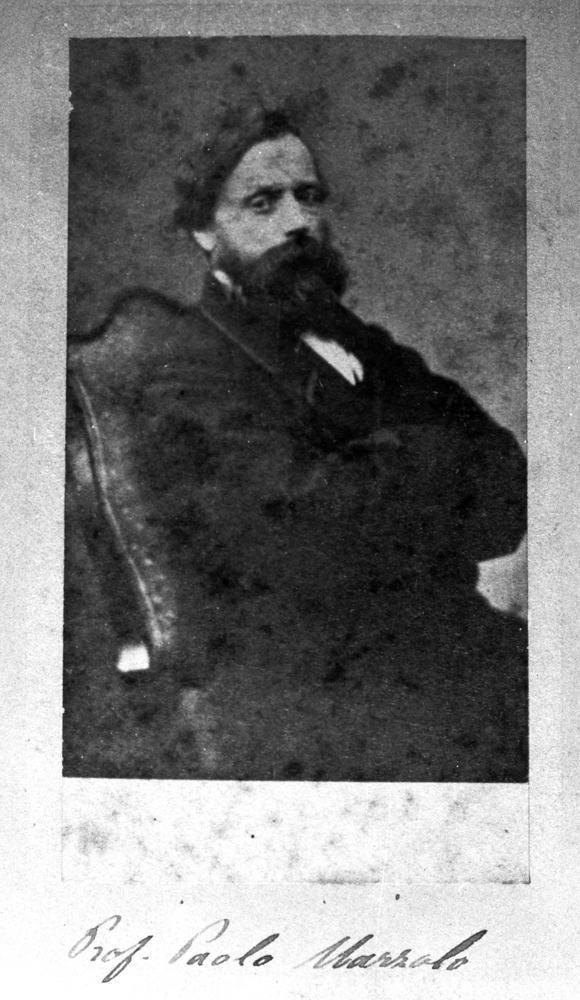
Paolo Marzolo

Paolo Marzolo (Padova, 13 marzo 1811 – Pisa, 5 settembre 1868) è stato un medico e linguista italiano.

## Biografia
Figlio di Antonio e di Francesca Casagrande, dimostrò una notevole precocità: a soli 14 anni prese a seguire il corso di filosofia dell'università di Padova e a ventidue anni conseguì la laurea in medicina.
Inizialmente lavorò come chirurgo a Padova, quindi fece il medico condotto in varie località venete, trascorrendo il periodo più lungo a Trevignano, vicino a Treviso. Nel frattempo continuava ad approfondire le sue conoscenze di linguistica, studiando gli enciclopedisti, i classici latini e greci e le lingue moderne (tedesco, ungherese, ebraico, arabo, turco e cinese); analizzava, inoltre, le differenze dialettali, anche attraverso i propri pazienti.
Spostatosi a Treviso, dall'aprile 1848, dopo la cacciata degli Austriaci e la costituzione della Repubblica di San Marco, fece parte del comitato provvisorio della città. Dopo il 1849 si portò a Milano.
Nel 1860 fu nominato professore straordinario di letteratura greca all'Accademia scientifica letteraria. Collaborò inoltre al Politecnico di Carlo Cattaneo, pubblicandovi diversi lavori.
Nel 1861 si trasferì a Napoli in qualità di professore straordinario di letteratura latina. Nel 1862, grazie all'interessamento del ministro Carlo Matteucci, gli venne assegnata la cattedra di grammatica e lingue comparate all'università di Pisa. L'ambiente pisano, di ampie vedute, gli fu particolarmente favorevole dal punto di vista scientifico, anche se questo periodo fu segnato da un peggioramento della sua salute. Morì nella città toscana nel settembre 1868 a 57 anni.

## Opere
Sin dalla sua dissertazione di laurea (De vitiis loquelae quaedam exposita quum medicinae lauream coronam assequeretur, 1834), il Marzolo sposò la tesi secondo cui i fenomeni intellettuali vanno unificati a quelli organici e, più in particolare, che il linguaggio e la sua evoluzione più essere impiegato come strumento per definire la storia naturale dell'uomo.
Già nelle sue prime pubblicazioni emerge la nozione di segno, vista non come «una condizione della cosa», bensì come «un'azione di questa sopra dato soggetto senziente»; secondo l'autore la conoscenza avviene mediante tre diversi elementi cioè il concetto, la percezione dell'oggetto e il segno stesso.
Le sue idee vennero sistemate definitivamente nella sua opera principale, i Monumenti storici rivelati dall'analisi del linguaggio. Secondo il progetto iniziale, essa doveva comporsi di sedici volumi, ma uscirono solo il primo (1847) e, ben più tardi, il secondo (1859), cui si aggiunsero parti del terzo (1863) e del quarto (1866).